# Copa del Rey 1924
Dvacátý čtvrtý ročník Copa del Rey (španělského poháru) se konal od 12. března do 14. května 1922 za účasti osmi klubů.
Trofej získal potřetí ve své historii Real Unión Club, který porazil ve finále 1:0 Real Madrid.